# Sjung lovsång
Sjung lovsång är ett album från 1996 av Kommuniteten i Taizé. Albumet spelades in hos kommuniteten i Taizé under 1996. Albumet är uteslutande på svenska till skillnad från de flesta övriga skivor som spelas in på flera språk.

## Låtlista
1. Sjung lovsång, alla länder (Laudate omnes gentes)
2. Känn ingen oro (Nada te turbe)
3. Halleluja 4
4. Sjung en lovsång till Gud (Bénissez le Seigneur)
5. Med alla änglar (Adoramus te O Christe)
6. Nattens mörker (La ténèbre)
7. Magnificat – koral
8. Gud, du är kärlek (Toi, tu nous aimes)
9. Jesus, Guds son (Jésus le Christ)
10. I min Gud (El Senyor)
11. Veni Creator Spiritus
12. Magnificat – kanon
13. Kyrie eleison 13
14. Prisa din Gud (Psallite Deo)
15. O Christe Domine Jesu
16. Mitt hjärta väntar på Gud (Notre âme attend)
17. Kristus är uppstånden (Christus resurrexit)
18. Tacka Herren (Confitemini Domino)